# Veľkrop
Veľkrop é um município da Eslováquia, situado no distrito de Stropkov, na região de Prešov. Tem 10,44 km² de área e sua população em 2018 foi estimada em 245 habitantes.

## Demografia
| Ano:        | 1994 | 2004   | 2014   | 2024   |
| ----------- | ---- | ------ | ------ | ------ |
| Broj ljudi: | 220  | 221    | 222    | 231    |
| Razlika:    |      | +0,45% | +0,45% | +4,05% |

| Ano:               | 2023 | 2024   |
| ------------------ | ---- | ------ |
| Número de pessoas: | 230  | 231    |
| Diferença:         |      | +0,43% |